# Сумський прикордонний загін
5-й Сумський прикордонний загін (Сумський ПрикЗ, в/ч 9953) — є територіальним органом охорони кордону в складі Східного регіонального управління Державної прикордонної служби України. Сумський прикордонний загін охороняє ділянку державного кордону, що розташована в межах 3 контрольованих районів Сумської області (Сумського, Конотопського, та Охтирського).
Протяжність ділянки державного кордону з Російською Федерацією (Брянська, Курська та Білгородська області) — 562,5 км: з них — 464,5 км сухопутного та 98 км річкового кордону. На ділянці відповідальності прикордонного загону функціонують 24 пункти пропуску та пункти контролю через державний кордон України, з яких: міжнародних — 9, міждержавні — 4 та місцевих — 11. За видами сполучень: автомобільних — 6, залізничних– 6, повітряний — 1, пішохідних — 10.

## Історія загону
20 жовтня 1992 року відповідно до розпорядження Президента України з метою організації прикордонного контролю з Республікою Білорусь та Російською Федерацією наказом Голови Держкомкордону — Командуючого Прикордонними військами України  генерал-полковника Валерія Олександровича Губенко сформовано загін прикордонного контролю, військову частину 9953 з місцем дислокації в м. Суми.
23 жовтня 1992 року на засіданні Колегії Комітету у справах охорони Державного кордону України було затверджено командування Сумського загону прикордонного контролю Південно-Східного напряму Прикордонних військ України.
Вирішувались питання щодо розміщення підрозділів в прикордонних районах Сумської області та м. Конотоп. В військкомати Сумської області прибули офіцери загону для комплектування підрозділів особовим складом, в основному, за рахунок військовослужбовців запасу, які призивались на військову службу за контрактом. Перевага надавалась військовослужбовцям, які раніше проходили службу в Прикордонних військах.
За рахунок перерозподілу з інших частин надійшла і перша техніка: ГАЗ-66, УАЗ та ЛуАЗ — з Львівського прикордонного загону та паливо-заправники УРАЛ та КРАЗ з Котовського прикордонного загону. 25 грудня 1992 року в  Сумській обласній державній адміністрації відбулася перша нарада, на якій було розглянуте питання організації прикордонного контролю в Сумській області.
Третього січня 1993 року на ділянці загону були виставлені перші прикордонні наряди в пунктах пропуску «Зерново» і «Бачівськ».
Для навчання сумських прикордонників прибули фахівці прикордонного контролю з ОКПП «Чорномор'я» та  ОКПП «Прикарпаття».
На час створення основу загону становили: управління загону, до якого входили: командування, штаб, відділ оперативного розшуку, відділення кадрів, фінансова та медична служби. Контрольно-перепускні пункти «Семенівка», «Середина-Буда», «Глухів», «Білопілля», «Суми». Застави прикордонного контролю «Щорс», «Новгород-Сіверський», «Велика Писарівка», «Краснопілля-залізниця». Підрозділи забезпечення: рота зв'язку, інженерно-саперна рота, об'єднана ремонтно-технічна майстерня, рота матеріально-технічного забезпечення, комендантський взвод, медичний пункт, клуб. Контрольно-перепускні пункти очолили майори Прозуменщиков, Чабак, Кирилов, Калюжний.
У вересні 1993 році контрольно-перепускні пункти «Семенівка», застави прикордонного контролю «Щорс» та «Новгород-Сіверський» передані до штату Чернігівського загону прикордонного контролю.
В 1996 році за підсумками службово-бойової діяльності Сумський загін прикордонного контролю визнано найкращим у Прикордонних військах України. За високий професіоналізм, бездоганну службу в ПВ України начальника прикордонного загону полковника Лозинського Юрія Олексійовича нагороджено орденом «За заслуги» ІІІ ступеня.
В січні 1999 року управління прикордонного загну перемістилось з приміщень ДТСААФ в м. Суми в просторе військове містечко колишньої авіаційної школи біля с. Гриценкове. Прикордонники отримали в своє користування двоповерхову будівлю для управління загону, триповерхову казарму, навчальний корпус, автопарк, складські приміщення, власну котельну лазню та інші приміщення. Але все це ще потребувало суттєвого ремонту та обслуговування. Потребувала ремонту система опалення, електропостачання, очисних споруд.
Відремонтований та переоснащений автомобільний парк Сумського прикордонного загону стає одним з найкращих у Прикордонних військах України.
В 2000 році у зв'язку з організаційно-штатними змінами Сумський загін прикордонного контролю перейменовано в Сумський прикордонний загін. До складу прикордонного загону введено прикордонну комендатуру «Краснопілля», з місцем дислокації в смт. Краснопілля та прикордонну комендатуру для виконання спеціальних завдань з охорони державного кордону в м. Суми. Створено нові прикордонні застави «Миропілля», «Сопич», «Кириківка», прикордонне оперативно-розшукове відділення «Білопілля». Прикордонна комендатура для виконання спеціальних завдань з охорони державного кордону, прикордонні застави «Миропілля» та  «Сопич» комплектуються військовослужбовцями строкової служби.
У зв'язку з тим, що на Прикордонні війська України з липня 2001 року покладені обов'язки реєстрації іноземних громадян у пунктах пропуску, у відділеннях прикордонного контролю введені групи реєстрації й обліку. У кожному пункті пропуску в наявності мається комп'ютер, який підключений у єдину інформаційну систему. Проблема протидії незаконній міграції і надалі залишається актуальною і не тільки для прикордонників. Тільки за 9 місяців 2001 року  на ділянці прикордонного загону затримано 228 незаконних мігрантів.
В 2002 році до штату загону введено групу протидії незаконній міграції та відділ дізнання та адміністративного провадження. А до штату прикордонної застави прикордонної комендатури з виконання спеціальних завдань з охорони державного кордону введено відділення бронетранспортерів. В основному бронетранспортери використовувались в охороні державного кордону з метою проведення демонстраційних та стримуючих дій.
У липні 2002 року, на базі Сумського Прикордонного загону пройшли збори керівного складу інженерного та технічного забезпечення Прикордонних військ України під керівництвом заступника Голови Держкомітету у справах охорони державного кордону України — Командувача Прикордонних військ України полковника Лантвойта Олега Борисовича.
З метою створення нової системи охорони кордону в серпні 2003 року відбулося реформування Прикордонних військ України в Державну прикордонну службу України — правоохоронний орган спеціального призначення. В ході реалізації правоохоронної, спеціальної та оборонної функцій відбулись і відповідні зміни в організаційно-штатній структурі Сумського прикордонного загону.
В 2004 році у рамках Програми TASIC про надання технічної допомоги Україні від Європейського Союзу, реалізуючи перший етап проекту між Державною прикордонною службою України та Європейською Комісією «Покращення прикордонного менеджменту на ділянці Сумського прикордонного загону» Сумському прикордонному загону передано 94 одиниці автомобільної техніки, 350 радіостанцій  різного призначення та  комп'ютерна техніка.
У 2008 році в прикордонному загоні відбулися організаційно-штатні зміни — основним підрозділом прикордонного загону, призначеним для безпосередньої охорони визначеної ділянки державного кордону України, здійснення прикордонного контролю і пропуску через державний кордон України осіб, транспортних засобів та вантажів, оперативно-розшукової діяльності, запобігання злочинам та адміністративним правопорушенням — стає відділ прикордонної служби Державної прикордонної служби України. До складу прикордонного загону входять 14 відділів прикордонної служби та мобільна прикордонна застава «Суми».
3 жовтня 2017 року 2 офіцери відділу прикордонної служби «Зноб-Новгородське» Сумського прикордонного загону здійснювали моніторинг ділянки державного кордону. Близько 20.00 зв'язок з ними перервався, а в той же час в російських засобах масової інформації з'явилося повідомлення про затримання представниками прикордонного управління ФСБ двох порушників, які назвалися прикордонниками Сумського загону. 2 березня 2018 року їх визволили в ході обміну полоненими, обмінявши на російських військових затриманих у зоні проведення АТО.
У 2021 році загін проводив спільні навчання з Національною гвардією України. 11 лютого 2023 року 5-й прикордонний загін Державної прикордонної служби України указом Президента України Володимира Зеленського відзначений почесною відзнакою «За мужність та відвагу». 17 березня 2024 року російські диверсійні групи зробили спробу перетнути кордон, але їх спроби успішно перехопили бійці загону. У липні 2024 року загін вступив у бойове зіткнення з російськими військами.

## Командири
- полковник Лозинський Юрій Олексійович (жовтень 1992 — 1999)
- підполковник Данілов Павло Енгельсович (липень 1999 — 2002)
- підполковник Токовий Ігор Борисович (січень 2002 — 2003)
- підполковник Легкодух Вадим Анатолійович (січень 2003 — 2005)
- підполковник Птиця Олександр Григорович (липень 2005 — 2007)
- підполковник Половніков Віктор Володимирович (листопад 2007 — 2010)
- підполковник Беркута Володимир Юрійович (жовтень 2010 — 2014)
- полковник Ільчинський Дмитро Валентинович (листопад 2014 — 2015)[8]
- полковник Ратніков Юрій Володимирович (червень 2015 — листопад 2015)
- полковник Кравчук Валерій Миколайович (грудень 2015 — 2020)
- полковник Романчук Микола Степанович (січень 2020 — 2022)[9]
- полковник Луцков Віктор Миколайович (листопад 2022 — 2023)
- полковник Скоробагатюк Віталій Вікторович (грудень 2023 — 2025)
- полковник Ущук Євгеній Михайлович (з 2025)

## Склад загону
До складу загону входять:
- управління загону
- 14 відділів прикордонної служби: «Юнаківка», «Свеса», «Білопілля», «Велика Писарівка», «Краснопілля», «Нова Слобода», «Середина-Буда», «Шалигіне», «Зноб-Новгородське», «Конотоп», «Сопич», «Славгород», «Зернове», «Хутір Михайлівський».
- мобільна прикордонна застава «Суми»
- підрозділи забезпечення.

## Втрати
- 26 лютого 2022 - Старший майстер-сержант Віталій Бурим. Загинув при обороні Чернігова[10].
- 26 лютого 2022 - Головний сержант Євгеній Головань. Загинув при обороні Чернігова[11].
- 26 лютого 2022 - Майстер-сержант Андрій Кондрух. Загинув при обороні Чернігова[12].
- 3 березня 2022 - Старший сержант Микола Галицький. Загинув при обороні Чернігова[13].
- 4 березня 2022 - старший майстер-сержант Литвяк Сергій Анатолійович[14]
- 14 березня 2022 - майстер-сержант Федченко Владислав Миколайович[15]
- 14 березня 2022 - штаб-сержант Єлфімов Максим Юрійович. Загинув при обороні Чернігова[16].
- 21 березня 2022 - старший майстер-сержант Ващук Олександр Миколайович. Загинув при обороні Чернігова[17].
- 5 травня 2022 - Старший майстер-сержант Олександр Заболотний. Загинув в бою з ДРГ на околиці населеного пункту Ободи Сумської області[18].
- 7 жовтня 2022 - старший солдат Валерій Беделєв. Загинув під час авіаційного обстріл збройними силами російської федерації території військового містечка відділення інспекторів прикордонної служби «Славгород» відділу прикордонної служби «Краснопілля» (Славгород, Сумський район, Сумська область) з гелікоптерів[19].
- 12 лютого 2023 - Підполковник Олександр Авраменко. Підірвався на вибуховому пристрої (ймовірно міна, типу МОН) під час несення служби в районі н.п. Писарівка Сумської області[20].
- 12 лютого 2023 - Капітан Михайло Барадуля.Підірвався на вибуховому пристрої (ймовірно міна, типу МОН) під час несення служби в районі н.п. Писарівка Сумської області[21].
- 17 лютого 2023 - молодший сержант Гаран Дмитро Іванович. Загинув, коли транспортний засіб, в якому переміщувався наряд, рухаючись польовою дорогою на відстані близько 500 м на схід від населеного пункту Миропілля та 3 км від державного кордону піддався атаці ворога протитанковим ракетним комплексом з території російської федерації[22].
- 29 травня 2023 - солдат Демченко Артем Миколайович. Загинув під час виконання бойового завдання в районі населеного пункту Фотовиж Глухівського району Сумської області[23].
- 23 листопада 2023 - старший майстер-сержант Василь Дрозд. Загинув в районі н.п. Першотравневе Куп’янського району Харківської області[24].
- 22 березня 2024 - старший майстер-сержант Олександр Авраменко. Загинув в результаті ворожого артнальоту на позиції прикордонного наряду «Контрольний пост», на околиці н.п. Білопілля Сумського області[25].
- 22 березня 2024 - Майстер-сержант Андрій Бдюхін. Загинув в результаті ворожого артнальоту на позиції прикордонного наряду «Контрольний пост», на околиці н.п. Білопілля Сумського області[26].
- 29 березня 2024 - головний сержант Денис Голод. Загинув в районі н.п. Миропілля, Сумська область[27].
- 11 квітня 2024 - Молодший сержант Руслан Гайченя. Загинув в районі н.п. Марчихина Буда, Сумська область[28].
- 11 квітня 2024 - Молодший сержант Роман Дяглев. Загинув в районі н.п. Марчихина Буда, Сумська область[29].
- 11 квітня 2024 - Майстер-сержант Сергій Заєць. Загинув в районі н.п. Ямпіль, Сумська область[30].
- 07 січня 2025 - Старший сержант Мироненко Ярослав. Загинув в районі н.п. Стара Гута Середино-Будської територіальної громади Шосткинського району Сумської області.
- 17 березня 2025 - Богдан Дудка. Загинув в районі н.п. Велика Рибиця Сумська область[31].